# Liga Federaense de Fútbol
La Liga Federaense de Fútbol es una liga regional de fútbol de Argentina afiliada a la Asociación del Fútbol Argentino, que agrupa a clubes pertenecientes a la ciudad de Federación, provincia de Entre Ríos. El torneo organizado por la Liga Federaense de Fútbol le brinda al campeón una plaza para disputar el Torneo Regional Federal Amateur y al subcampeón una plaza para disputar el Torneo Provincial Entrerriano.

## Historia
Fundada el 23 de enero de 2003 por cinco clubes fundadores, dichos clubes son Club Deportivo Cosmos, Club Deportivo América, Club Atlético Estudiantes, Club Policial Federación, y Club Social y Deportivo Almirante Brown. Desde su fundación, la Liga Federaense de Fútbol organizó de manera ininterrumpida torneos de primera división y de divisiones inferiores (tercera, cuarta y quinta).
Durante sus primeros 10 temporadas, la liga no estuvo afiliada a la AFA. Dicha afiliación fue comunicada el 28 de diciembre de 2013, en el Salón de los Escudos de la Municipalidad, luego de que el Consejo Federal, por unanimidad, resolvió la afiliación de la Liga Federaense en el Consejo Federal. Siendo en 2014 la primera temporada de la liga afiliada a la AFA.

## Equipos participantes
Con la inclusión de Colonia Alemana para la temporada 2023, los clubes que disputan el torneo de primera división son:
| Equipo                                   | Año de fundación | Estadio                                 | Ciudad          | Provincia  |
| ---------------------------------------- | ---------------- | --------------------------------------- | --------------- | ---------- |
| Club Asociación Vecinal Ex-Emplazamiento | 1979             | Club Atlético Estudiantes de Federación | Federación      | Entre Ríos |
| Club Atlético Estudiantes                | 1947             | Club Atlético Estudiantes de Federación | Federación      | Entre Ríos |
| Club Deportivo América                   | 1982             | Club Deportivo América                  | Federación      | Entre Ríos |
| Club Deportivo Cosmos                    | 1996             | María Sara Pintos                       | Federación      | Entre Ríos |
| Club Policial Federación                 | 1985             | Club Policial Federación                | Federación      | Entre Ríos |
| Club Social y Deportivo Almafuerte       | 2006             | Club Atlético Estudiantes de Federación | Federación      | Entre Ríos |
| Club Social y Deportivo Almirante Brown  | 2008             | Club Deportivo América                  | Federación      | Entre Ríos |
| Club Social y Deportivo Federación       | 1901             | Francisco ''Pancho'' Ramírez            | Federación      | Entre Ríos |
| Colonia Alemana                          | 2021             | La Alemana                              | Colonia Alemana | Entre Ríos |

## Campeonatos

### Primera división
Lista de temporadas previas a la afiliación de la liga: